# Germaine Hoerner
Germaine Hoerner (Estrasburgo, 26 de enero de 1905-Estrasburgo, 19 de mayo de 1972) fue una soprano francesa, considerada una de las cuatro Germaine de la ópera francesa de entreguerra, junto a Germaine Lubin, Germaine Cernay y Germaine Corney.

## Biografía
Después de haber ganado el premio del Conservatoire de Paris, debutó en 1929 en la Opera de Paris en Die Walküre de Richard Wagner. Los papeles wagnerianos serán sus más importantes, tales como Elsa (Lohengrin), Elisabeth (Tannhäuser), Gutrune (Götterdämmerung) y Senta (Der Fliegende Holländer) que cantara en el Palais Garnier. En papeles italianos se destacará en Aida, Desdémona en Otello de Verdi. En repertorio francés cantará Marguerite en La condenación de Fausto de Berlioz, Valentine en Les Huguenots de Meyerbeer, Brunehild en Sigurd de Ernest Reyer, Guercoeur de Albéric Magnard. Además cantó la Léonora de Fidelio de Beethoven, una apreciada Mariscala de Der Rosenkavalier de Richard Strauss y la Kostelnicka en el estreno francés de Jenufa en 1938
En 1936 cantó en el Teatro Colón de Buenos Aires, el Alceste de Glück, Elsa de Lohengrin y Octavian de El caballero de la rosa dirigida por Fritz Busch, esa misma temporada cantó Sieglinde en Montevideo dirigida por Busch. En 1949 regresó al Colón como Eva en Los maestros cantores de Nuremberg junto a Hans Hotter y Ludwig Weber dirigida por Erich Kleiber y la Emperatriz en el estreno local de La mujer sin sombra de Richard Strauss.
En 1960, se retira de la escena para dedicarse totalmente, antes había sido una de las profesoras de Rita Gorr, a la enseñanza en su ciudad.